# Edward A. Doisy
Edward A. Doisy, född 3 november 1893 i Hume, Illinois, USA, död 23 oktober 1986 i St. Louis i Missouri, USA, var en amerikansk biokemist, vars forskning rörde insulin, könshormoner, vitaminer och antibiotika.
År 1943 erhöll han tillsammans med Henrik Dam Nobelpriset i fysiologi eller medicin "för upptäckten av K-vitaminets kemiska natur".

## Biografi
Doisy tog sin kandidatexamen 1914 och masterexamen 1916 från University of Illinois at Urbana-Champaign. Han disputerade 1920 för doktorsexamen vid Harvard University.
År 1919 accepterade Doisy en fakultetsutnämning vid institutionen för biokemi vid Washington University i St. Louis, där han steg i rang till docent. År 1923 flyttade han till St. Louis University som professor och chef för den nya institutionen för biokemi. Han var kvar i denna position vid institutionen fram till sin pensionering 1965. St. Louis Universitet ändrade namnet på institutionen till E.A. Doisy Department of Biochemistry, till hans minne. På senare tid har avdelningen åter bytt namn och är nu känd som E.A. Doisy Department of Biochemistry and Molecular Biology.
År 1940 var Doisy också föreläsare i medicin vid University of Chicago School of Medicine. År 1930 konkurrerade han med Adolf Butenandt om upptäckten av östron, som de båda upptäckte självständigt, men bara Butenandt tilldelades Nobelpriset i kemi 1939.